# Joshil
Joshil es una localidad del estado mexicano de Chiapas. Es parte del municipio de Tumbalá.

## Demografía
| Gráfica de evolución demográfica |
|                                  |

| Censo | Población |
| ----- | --------- |
| 1940  | 367       |
| 1950  | 430       |
| 1960  | 610       |
| 1970  | 910       |
| 1980  | 949       |
| 1990  | 1 813     |
| 2000  | 2 243     |
| 2010  | 3 110     |
| 2020  | 4 034     |